# Dumalneg
Dumalneg (Bayan ng Dumalneg) es un municipio filipino de quinta categoría perteneciente a  la provincia de Ilocos Norte en la Región Administrativa de Ilocos, también denominada Región I.

## Geografía
Tiene una extensión superficial de 88.48 km² y según el censo del 2007, contaba con una población de 1.716 habitantes y 239 hogares; 1.814 habitantes el día primero de mayo de 2010
Territorio de difícil acceso por ser  muy montañoso. Varios ríos y arroyos forman pequeños valles. 

### Barangayes
El municipio de Dumalneg tiene un solo barangay o barrio de carácter urbano.

## Cultura
La fiesta del pueblo que se llama Panagwawagi Festival,  término que significa hermandad. Se trata de  una celebración anual que tiene por objeto para preservar y promover la cultura indígena.